# Liste der Landschaftsschutzgebiete in Aschaffenburg
In Aschaffenburg gibt es ein Landschaftsschutzgebiet. (Stand: November 2018)

## Hinweise zu den Angaben in der Tabelle
- Gebietsname: Amtliche Bezeichnung des Schutzgebietes
- Bild/Commons: Bild und Link zu weiteren Bildern aus dem Schutzgebiet
- LSG-ID: Amtliche Nummer des Schutzgebietes
- WDPA-ID: Link zum Eintrag des Schutzgebietes in der World Database on Protected Areas
- Wikidata: Link zum Wikidata-Eintrag des Schutzgebietes
- Ausweisung: Datum der Ausweisung als Schutzgebiet
- Gemeinde(n): Gemeinden, auf denen sich das Schutzgebiet befindet
- Lage: Geografischer Standort
- Fläche: Gesamtfläche des Schutzgebietes in Hektar
- Flächenanteil: Anteilige Flächen des Schutzgebietes in Landkreisen/Gemeinden, Angabe in % der Gesamtfläche
- Bemerkung: Besonderheiten und Anmerkungen

Bis auf die Spalte Lage sind alle Spalten sortierbar.
| Gebietsname                                                | Bild/Commons   | LSG-ID       | WDPA-ID | Wikidata  | Ausweisung | Gemeinde(n) | Lage     | Fläche ha | Flächenanteil                                                                                     | Bemerkung |
| ---------------------------------------------------------- | -------------- | ------------ | ------- | --------- | ---------- | ----------- | -------- | --------- | ------------------------------------------------------------------------------------------------- | --------- |
| LSG innerhalb des Naturparks Spessart (ehemals Schutzzone) | weitere Bilder | LSG-00561.01 | 396111  | Q59633087 | 1982       |             | Position | 136627,09 | Landkreis Aschaffenburg (33,4 %), Landkreis Miltenberg (16,8 %), Landkreis Main-Spessart (48,7 %) |           |